# سرتشقا (مقاطعة دالاهو)
سرتشقا (بالفارسية: سرچقا) هي قرية تقع في قسم حومة كرند الريفي (مقاطعة دالاهو) في إيران. يقدر عدد سكانها بـ 280 نسمة بحسب إحصاء 2016.